# UFC on ESPN: Sandhagen vs. Figueiredo
UFC Fight Night: Sandhagen vs. Figueiredo (también conocido como UFC on ESPN 67 y UFC on ESPN+ 114) fue un evento de artes marciales mixtas producido por Ultimate Fighting Championship que se llevó a cabo el 3 de mayo de 2025 en el Wells Fargo Arena en Des Moines, Iowa, Estados Unidos.

## Antecedentes
El evento marcó el debut de la promoción en Des Moines y la primera visita al estado de Iowa desde UFC 26 en junio de 2000.
Se espera que una pelea de peso gallo entre el ex retador interino al Campeonato de Peso Gallo de UFC Cory Sandhagen y el ex dos veces campeón de peso mosca de UFC Deiveson Figueiredo encabece el evento.

## Bonificaciones
Los siguientes peleadores recibieron bonificaciones de 50.000 dólares.
- Pelea de la Noche: No se otorga bonificación.
- Actuación de la Noche: Cory Sandhagen, Reinier de Ridder, Azamat Bekoev y Quang Le